# Prędkość do projektowania
Prędkość do projektowania – parametr wyznaczający standard drogi, z uwzględnieniem jej funkcji, któremu przyporządkowane są graniczne parametry części drogi oraz zakres jej wyposażenia, w tym: prędkość do projektowania odcinków dróg, prędkość do projektowania dróg dla rowerów, prędkość do projektowania dróg dla pieszych i rowerów, prędkość do projektowania w obszarze skrzyżowania i prędkość do projektowania części drogi w obszarze węzła;
Prędkość do projektowania przyjmuje się umownie na etapie projektowania drogi i zależy od przewidywanej funkcji drogi w układzie sieci drogowej. Prędkość do projektowania zapewnia bezpieczną jazdę pojedynczemu pojazdowi w normalnych warunkach.
W Polsce przyjmuje się następujące prędkości do projektowania jako standardowe:
- 140 przy projektowaniu autostrad (w trudnych warunkach dopuszcza się 130 lub 120 km/h)
- 130 przy projektowaniu dróg ekspresowych (w trudnych warunkach dopuszcza się 120, 110, 100 lub 90 km/h)
- 110, 80, 70 lub 60 km/h przy projektowaniu drogi głównej ruchu przyspieszonego (w trudnych warunkach dopuszcza się 100, 90 lub 80 km/h)
- 100, 70, 60 lub 50 km/h przy projektowaniu drogi głównej (w trudnych warunkach dopuszcza się 90, 80, 70 lub 60 km/h)
- 80, 50, 40 lub 30 km/h przy projektowaniu dróg zbiorczych (w trudnych warunkach dopuszcza się 70, 60, 50 lub 40 km/h)
- 60, 50, 40 lub 30 km/h przy projektowaniu dróg lokalnych (w trudnych warunkach dopuszcza się 50 lub 40 km/h)
- 40 lub 30 km/h przy projektowaniu dróg dojazdowych
- 30 km/h przy projektowaniu ścieżek rowerowych.

## Przed 2022
Poprzednio do tych samych celów obowiązywało pojęcie prędkość projektowa zdefiniowane jako parametr techniczno-ekonomiczny, któremu są przyporządkowane graniczne wartości elementów drogi, proporcje między nimi oraz zakres wyposażenia drogi. Prędkość projektowa nie jest bezpośrednio związana z prędkością dopuszczalną, zależy od klasy drogi i od ukształtowania terenu lub jego zagospodarowania.
W Polsce przyjmuje się następujące prędkości projektowe jako standardowe:
- 120 lub 100 przy projektowaniu autostrad (ew. 80 w terenie silnie zurbanizowanym)
- 120, 100 lub 80 przy projektowaniu dróg ekspresowych (również 70 lub 60 w terenie zabudowanym)
- 100, 80, 70 lub 60 km/h przy projektowaniu drogi głównej ruchu przyspieszonego
- 70, 60 lub 50 km/h przy projektowaniu drogi głównej
- 60, 50 lub 40 km/h przy projektowaniu dróg zbiorczych
- 50 lub 40 przy projektowaniu dróg lokalnych
- 40 lub 30 przy projektowaniu dróg dojazdowych
- 30 km/h przy projektowaniu ścieżek rowerowych